# دار خداوج العمياء
دار خداوج العمياء  هو قصر جزائري بُني عام 1570 ويقع في القصبة السفلى، وهو قصر خاص بالأميرة خديجة خزناجي، التي كُتبت أيضًا بخزنجي. صُنفت نصبًا تاريخيًا منذ عام 1887. يضم قصر خدواج العميا حاليًا المتحف الوطني للفنون والتقاليد الشعبية.

## الموقع
يتواجد قصر خداوج العمياء بإحدى تلال القصبة السفلى في حي سوق الجمعة، شارع محمد عقلي مالك. مقابل ضريح الولي الصالح سيدي عبد الرحمان الثعالبي وهو  الموقع الذي زاده جمالا وعراقة وقد حول القصر إلى متحف الفنون والتقاليد الشعبية بعد إعادة تهيئته وترميمه.

## التاريخ
بناه الضابط في البحرية الجزائرية يحيى رايس في عام 1570 منزلا ثريًا في القصبة السفلى، في موقع يسمى سوق الجمعة.
تنسبه بعض المصادر التاريخية الأخرى إلى حسان الخزناجي، أحد الفاعلين في ديوان محمد بن عثمان الذي تقول بعض المصادر انه شيد القصرعام 1792، حيث قام حسان الخزناجي بشرائه وتطوير ما كان حوله من بنايات من أجل أن يهديه لابنته خداوج، التي كانت أسطورة في الجمال، حسب الروايات التاريخية.
اسم «خداوج» ليس سوى اسم الدلع لخديجة التي اشتهرت بجمالها وبهاء طلتها، ولقب ”العمياء” لهذه البنت يرجع لجمالها الذي كانت مغرورة به ومعجبة بنفسها كثيرا، حيث كانت تفرط في استعمال الكحل الذي لم يكن أبدا يفارق عينيها حتى فقدت عينيها.
كانت مقرًا لبلدية الجزائر أثناء الحقبة الإستعمارية الفرنسية، في 1961، حُولت الدار إلى متحف للفنون والتقاليد الشعبية، ثم استعملت بعدها بسنة مقرًا لمسرح الجزائر، في 1987 أصبح المتحف الوطني للفنون والتقاليد الشعبية.

## الوصف

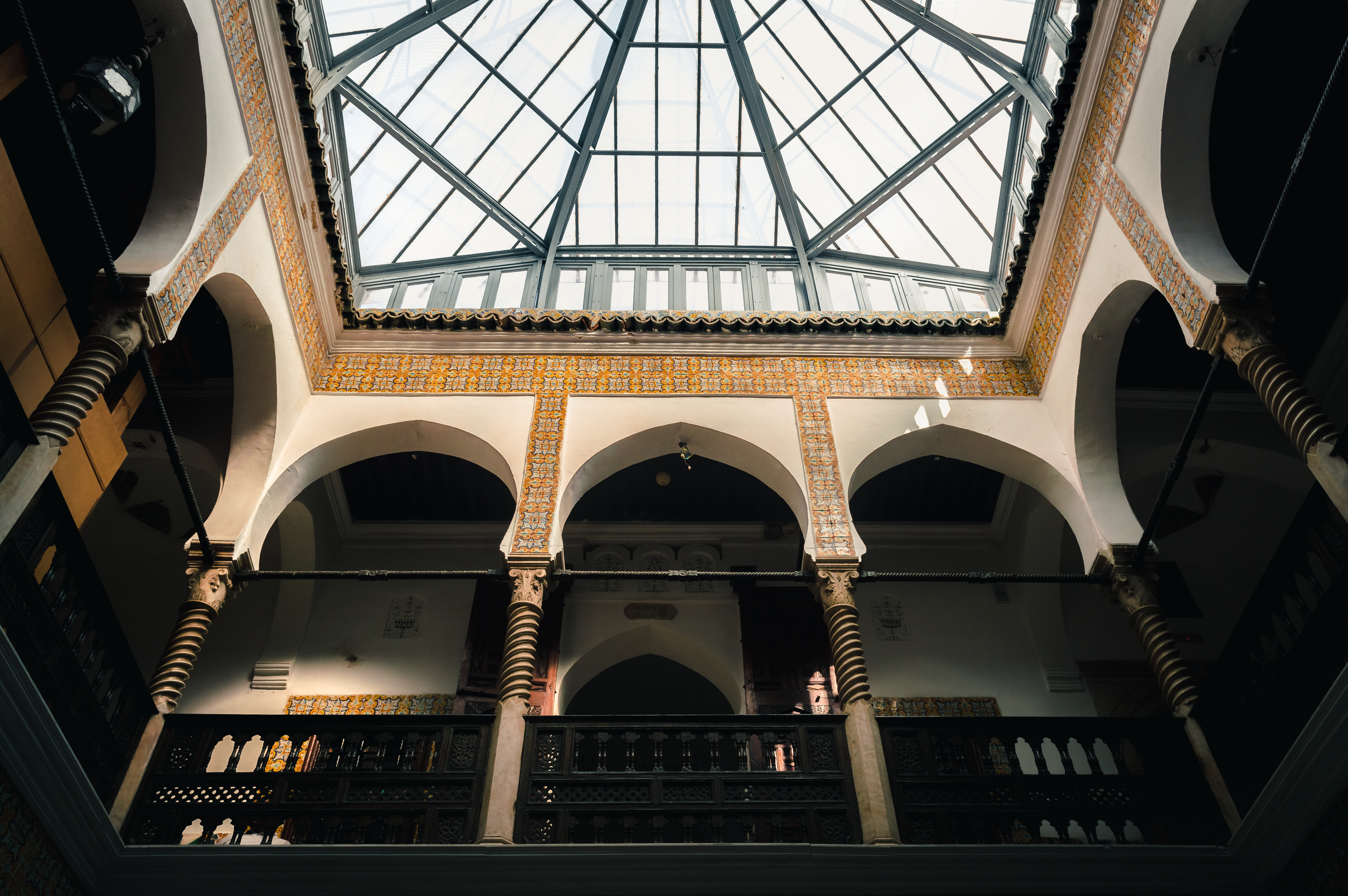

يتكون القصر من ثلاث طوابق مختلفة  التكوين  حيث يفضي الطابق الأرضي إلى درب أو زقاق صغير ذو جداريات من الزخارف الرخامية  أما الطابقان الثاني والثالث فيحتويان مشربية السلطان وصف من الغرف  كانت في أيام عز السلاطين تستعمل للنوم والاستراحة، ومنها كان مخصصا للحمامات التركية.
يحتوي قصر خداوج العمياء على السقيفة الكبيرة، وهي عبارة عن ممرٍّ طويل ذو سقف مُقبّب وسميك، ينتهي على جانبيه بأقواس جدارية مجوّفة وعددها ستة في الجهة اليسرى، هذه الأقواس محمولة على أعمدة رخامية، حيث أن كل عمود يأخذ شكلا حلزونيا، كما تستند تلك الأعمدة في نهايتها على مقعد رخامي. لذلك يمثل القصر إحدى الروائع المعمارية العثمانية.
يوجد بها مدخل يؤدي إلى درجات منتظمة في أربعة اتجاهات يمكن بفضلها الوصول إلى الطابق الثاني، يعلوها سقف بيضاوي مقبّب، يتخلله مخزنين، ويعرف هذا النوع بمخازن البرطوس. يحيط رواق الطابق الثاني سلسلة من الأقواس المحمولة على أعمدة رخامية، نصفها الأعلى ذو شكل حلزوني، ويشكّل الرواق بمحيطه المربع شرفةً مطلةً على صحن البيت وسط الدار. يتوسط القصر صحن مربعُ الشكل مفروش ببلاط رخامي ومحاط في جوانبه الأربعة بأروقة، وتؤدي إلى كل رواق أربعة مداخل تفصل بينها أعمدة رخامية للوصول إلى غرفة مستطيلة.

## روابط خارجية
- دار خداوج العمياء “دار البكري”
- قصر خدواج العمية: ذات مرة كان هناك أميرة
- الفرضية حول تعديل دار خداوج العميا